# エリナー・オブ・イングランド (バル伯爵夫人)
エリナー・オブ・イングランド（Eleanor of England, 1264/9年 - 1297/8年）は、イングランド王エドワード1世と最初の王妃エリナー・オブ・カスティルの間の娘。

## 生涯
両親にとっては四女、実質的な長女にあたる。両親が第8回十字軍に参加して1270年から1274年までイングランドを留守にしたため、幼少期は祖母の王太后エリナー・オブ・プロヴァンスの手元で養育された。アラゴン王ペドロ3世の長男アルフォンソ（3世）の許婚となったが、アラゴン王室がシャルル・ダンジューとの間でシチリア王位を争っていた関係で、父エドワード1世が娘の輿入れに難色を示した。結局、婚姻が実現しないままアルフォンソが1291年に死去した。
1293年9月29日、フランス人諸侯のバル伯アンリ3世に嫁した。この縁組はフランス王室に対するエドワード1世の牽制策の一環だった。伯爵夫妻の間には（少なくとも）3人の子女が生まれた。
- エドゥアール1世（1294年 - 1336年） - バル伯
- ジャンヌ（1295年 - 1361年） - 1306年、第7代サリー伯爵ジョン・ド・ワーレン（英語版）と結婚
- エレオノール（1296年 - 1340年） - ウェールズ人領主ルウェリン・アプ・オウェイン（Llewelyn ap Owain）と結婚